# Christuskirche (Feldbach)

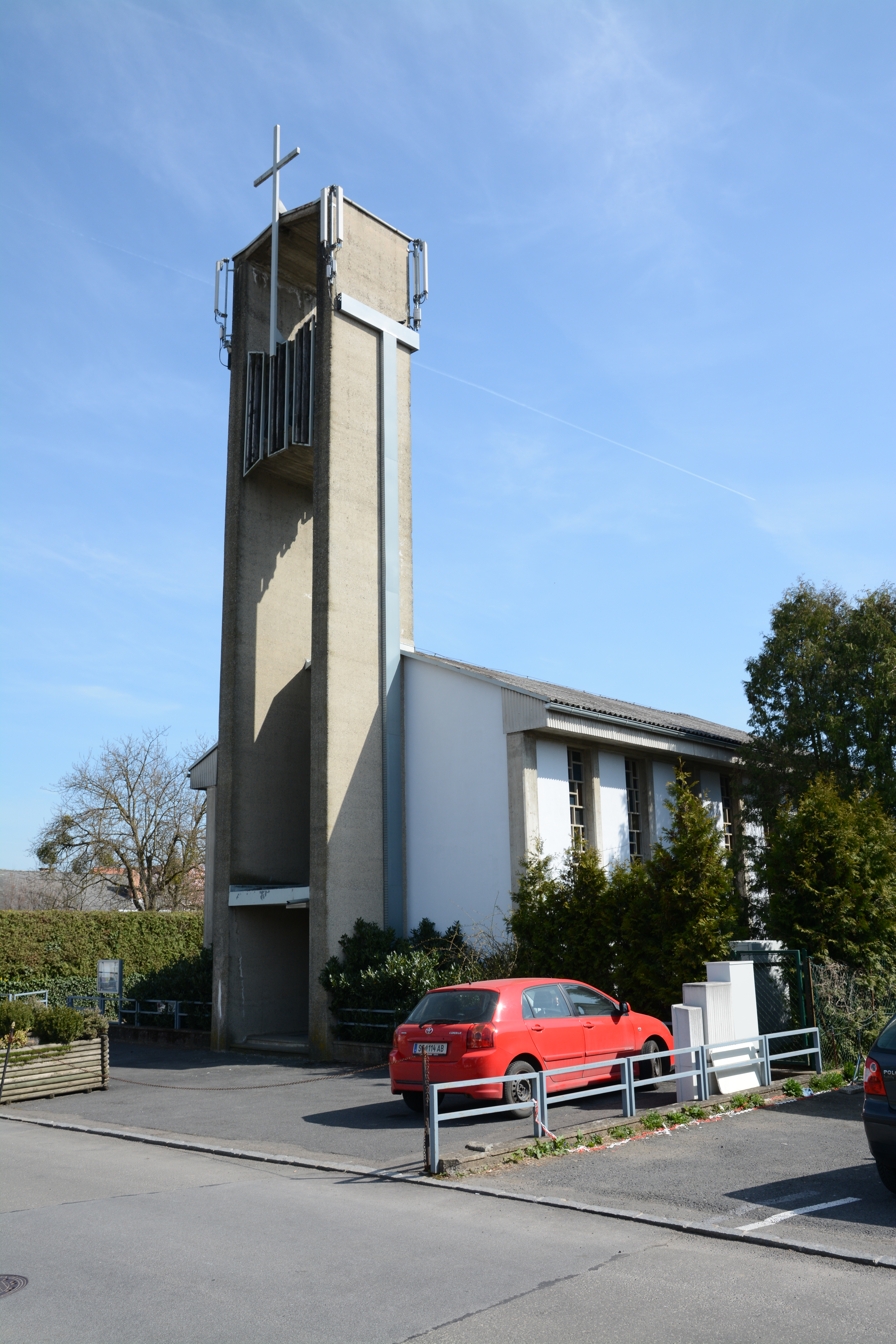
Christuskirche Feldbach

Die Christuskirche ist die evangelische Gemeindekirche von Feldbach in der Steiermark. Sie gehört der Evangelischen Superintendentur A. B. Steiermark an.

## Geschichte
Aus der Frühzeit der Reformation sind zwischen 1560 und 1600 in Feldbach die Prädikanten Johann Walther und Valentin Goetler namentlich bekannt, aber erst seit 1900 konnten wieder evangelische Gottesdienste in Feldbach abgehalten werden. 1902 wurde ein Raum als Betraum angemietet, 1917 ein Haus erworben. 1948 wurde die bisher als Filialkirche der Heilandskirche Fürstenfeld zugehörige Gemeinde zur selbständigen Pfarre für den gesamten politischen Bezirk Feldbach erhoben. Nach der Pfarrerhebung dauerte es noch 25 Jahre, bis 1964 nach Plänen des aus Feldbach gebürtigen Architekten Heinrich Nitsche ein eigenes Kirchengebäude errichtet werden konnte. 1972 wurde ostseitig das Pfarrhaus angebaut. Auch in den beiden zugehörigen Gemeinden entstanden in diesem Zeitraum mit der Heilandskirche in Bad Gleichenberg und der Christuskirche in Fehring eigene Kirchenbauten.

## Architektur
Die nach außen hausartig erscheinende Feldbacher Christuskirche ist als einfacher Kastenraum mit gefalteter Holzdecke gebildet, der um 1960 geradezu einen Standard unter den steirischen Kirchenneubauten darstellt. Als Seitenwände dienen Betonpfeiler, die wandhohe Rechteckfenster mit farbigen Rechteckscheiben einfassen, der Glockenträger ist eine vorgesetzte offene Turmkonstruktion aus Beton.